# Mastophora dizzydeani
Espèce
Mastophora dizzydeani est une espèce d'araignées aranéomorphes de la famille des Araneidae.

## Distribution
Cette espèce se rencontre de 1 000 à 1 400 m d'altitude dans la cordillère Occidentale dans le département de Valle del Cauca en Colombie et dans la région de Piura au Pérou.

## Description
Les femelles mesurent de 10,8 à 15,3 mm et le mâle 1,8 mm,. 
Sa méthode de chasse a été particulièrement étudiée: elle utilise une boule collante fixée au bout d'un fil pour attraper ses proies.

## Étymologie
Cette espèce est nommée en l'honneur de Dizzy Dean.

## Publication originale
- Eberhard, 1981 : The natural history and behavior of the bolas spider Mastophora dizzydeani sp. n. (Araneidae). Psyche, vol. 87, no 3/4, p. 143-169 (texte intégral).